# Ammoniosz (püspök)
Ammoniosz (3. század) püspök.
Thmuisz püspöke volt, aki Órigenész első szíriai utazásakor megengedte, hogy a városban prédikáljon. Emiatt Héraklasz megfosztotta hivatalától, de egyháza kiállt mellette, így csupán egy koadjutort rendeltek mellé, Philipposzt, aki később utóda lett a püspöki székben.